# Anumeta comosa
Anumeta comosa là một loài bướm đêm trong họ Erebidae.